# Congresso di Bari
Il Congresso di Bari fu l'incontro dei Comitati di liberazione nazionale tenutosi al teatro Piccinni di Bari il 28 e 29 gennaio del 1944. 

## Il contesto
Dopo l'armistizio di Cassibile dell'8 settembre 1943, il governo (affidato, da parte del Re Vittorio Emanuele III, al maresciallo Pietro Badoglio) si spostò a Brindisi. L'Italia si ritrovava nel totale caos e divisa in due: il Regno del Sud, liberato dagli Alleati, e la Repubblica Sociale Italiana, formalmente ancora sotto il controllo di Mussolini. Il re, a causa di questa scissione, aveva perso il potere statutario e la sovranità di fatto. 
Di fronte a questa delegittimazione, si affermarono nuovi partiti italiani, che si riunirono nel Comitato di Liberazione nazionale (CLN). Il CLN, con il Congresso di Bari, voleva l'abdicazione del Re e la composizione di un Governo con pieni poteri, con la partecipazione di tutti i partiti del CLN, per affrontare il problema bellico e per costruire un'Assemblea Costituente.
In una riunione preliminare del 24 novembre del 1943, a Bari, si riunirono i Comitati di Liberazione pugliesi, al fine di decidere quando si sarebbe tenuto e chi avrebbe partecipato al Congresso che avrebbe definito le sorti politiche ed economiche dell'Italia liberata.
Inizialmente, durante il convegno riunitosi a Napoli il 4 dicembre del 1943, i componenti del Comitato Napoletano di Liberazione e i rappresentanti dei Comitati Provinciali di Liberazione pugliesi avevano deciso che il Congresso si sarebbe tenuto il 20 dicembre 1943 a Napoli; questo fu impedito dalle Autorità Militari Alleate di Napoli che, vedendo il Congresso come possibile scintilla di disordini, ne bloccarono lo svolgimento per paura di possibili scontri troppo vicini al confine di guerra. Il Comitato Napoletano di Liberazione sollevò contro questo divieto una protesta dal titolo “Al Presidente Roosevelt – Al Primo Ministro Churchill – Al Maresciallo Stalin”. All'interno del testo della protesta, i rappresentanti (quali Benedetto Croce, Adolfo Omodeo, Francesco Cerabona, Lelio Porzio, Eugenio Reale, Angelico Venuti, Gennaro Fermariello, Rosalbino Santoro) specificarono che, solo a causa di un'informazione inesatta, era stato possibile il blocco del Congresso, in quanto questo non avrebbe mai potuto scatenare disordini, dati gli organizzatori.
Dopo questa protesta scritta, i rappresentanti concordarono con le Autorità Alleate di Napoli che il Congresso si sarebbe tenuto in una città più lontana dal confine di guerra rispetto a Napoli. Si concordò che il Congresso avrebbe avuto luogo il 28 gennaio 1944, a Bari.

Inizialmente, per rendere le votazioni del Congresso il più legittime possibili, avrebbero dovuto presenziare all'assemblea i rappresentanti di tutte le province ancora occupate dai nazisti e gli esuli, per poter discutere il seguente ordine del giorno:
- situazione politica interna;
- organizzazione dei volontari italiani;
- situazione politica internazionale, specie nei confronti delle Nazioni Unite;
- problemi economici concreti;
- creazione di un permanente organo comune di collegamento;

Successivamente, l'intervento al Congresso venne limitato esclusivamente alle 90 persone già autorizzate e gli Ufficiali Alleati avrebbero concordato la loro presenza con il Comando Inglese.
Per smorzare le voci allarmistiche, i partiti antifascisti presero posizione con una dichiarazione pubblicata su La Gazzetta del Mezzogiorno, il 22 gennaio 1944, in cui notificavano che l'unica manifestazione pubblica organizzata per quei giorni fosse il Congresso, in modo tale da garantire un'atmosfera pacifica.

## Lo svolgimento del Congresso
Il Congresso si svolse in due sedute (una antimeridiana e una pomeridiana) durante la giornata del 28 gennaio e, in un'unica seduta, durante il 29 gennaio del 1944.

### Seduta antimeridiana del 28 gennaio
Il saluto dei partecipanti fu riservato al segretario del Comitato Organizzatore, Michele Cifarelli. Il discorso di apertura del Congresso fu affidato a Benedetto Croce e si intitolava "La libertà italiana nella libertà del mondo". I punti salienti del suo discorso erano:
- chiarire la posizione dell'Italia in quell'anno, dopo la caduta del fascismo;
- invogliare gli italiani ad assumere una posizione decisa nei confronti degli ultimi fatti politici italiani;
- chiarire agli Alleati che (come loro, invece, affermavano) l'abolizione della monarchia non era un fatto di secondo ordine, in quanto, finché ci fosse stata la monarchia, la situazione italiana non sarebbe cambiata e che prendere una decisione inerente alla Repubblica, non avrebbe destabilizzato l'ordine vigente in Italia, perché (secondo Croce) in Italia ordine non c'era.[2]

Alla discussione aperta da Benedetto Croce, presero parte Giulio Rodinò e Carlo Sforza. Quest'ultimo ebbe la possibilità di intervenire al Congresso in quanto, dopo la caduta di Mussolini, ritornò dall'esilio in Italia, grazie agli Americani. Fu appoggiato nel suo reinserimento nella politica italiana proprio da Croce e altri esponenti della politica dell'epoca.
Il Conte Sforza, elogiando le parole del discorso di Benedetto Croce, propose all'Assemblea una serie di messaggi (telegrammi) da inviare a: 
- il Congresso degli Stati Uniti a Washington;
- la Camera dei Comuni a Londra;
- il Maresciallo Stalin;
- il generale De Gaulle ad Algeri;
- il maresciallo Chang Kai Schek a Ciung King;
- il Popolo Jugoslavo;
- il Popolo Ellenico

per esplicare le idee politiche espresse nel suddetto discorso e quelle dei partecipanti all'Assemblea, in merito alla politica internazionale; per far sentire quanto il popolo italiano si dissociasse dai massacri della guerra contro qualsiasi popolo.

Al termine dell'intervento del Conte Sforza, fu chiesto all'assemblea di votare la sua proposta: questa fu accettata all'unanimità. I telegrammi sarebbero partiti, con le modifiche decise da una cerchia ristretta di rappresentanti dei partiti, scelti nella seduta pomeridiana del Congresso. Così si concluse la sessione antimeridiana.

### Seduta pomeridiana del 28 gennaio
La seduta pomeridiana si aprì con l'invito, da parte di Alberto Cianca (Presidente del Congresso) verso i partiti, di comunicare i rappresentanti che avrebbero preso parte alla commissione che concordò il testo dei telegrammi proposti dal Conte Sforza. 

Successivamente, si procedette con l'ordine del giorno. Il primo punto preveda la discussione della situazione politica interna dell'Italia. Il primo a intervenire fu Vincenzo Arangio-Ruiz e nella sua relazione delineò i punti salienti degli ultimi anni della situazione interna italiana: mentre (i congressisti) pensavano che, dopo la caduta del regime fascista, l'Italia sarebbe stata unanime nell'esigere una nuova forma di governo, metà del popolo italiano rimaneva fedele all'ideale monarchico. Perciò, convenne Arangio-Ruiz, l'Italia necessitava (nel momento in cui il popolo fosse stato completamente libero di farlo) di esprimere liberamente il proprio consenso tramite il voto. L'invito finale di Arangio-Ruiz era quello di rimanere uniti, di fronte a qualsiasi minaccia, affinché potessero trovare, insieme, la giusta soluzione per la sopravvivenza dell'Italia.

Il secondo relatore fu il prof. Tommaso Fiore: dedicò la sua introduzione a tutti i delitti verificatisi negli anni precedenti al Congresso. Continuò con un'inquisitoria al Re: poneva interrogativi sulle scelte (contro il proprio giuramento) compiute dal monarca, in favore di Mussolini, indagando sulle probabili motivazioni. Successivamente, espresse le sue opinioni su Badoglio, sul suo operato e sulle conseguenze di quest'ultimo. La relazione del prof. Fiore si concludeva con l'espressione della sua fiducia negli uomini presenti al Congresso, affinché appoggiassero la relazione di Arangio-Ruiz.

Al termine della presentazione delle relazioni, prese parola Oreste Longobardi, del Partito Socialista, per leggere il messaggio del Comitato Centrale di Liberazione che esplicava la sua totale approvazione del primo ordine del giorno. 
Il Presidente, conclusasi la proposta inerente al primo punto dell'ordine del giorno, avviò la discussione, proponendo che solo un esponente per partito ve ne prendesse parte, a causa del poco tempo rimasto a disposizione. Ciò comportò un disguido, che provocò lo stop (di pochi minuti) dell'assemblea.

Dopo la pausa, ogni partito propose il proprio ordine del giorno: Cianca concluse così la sessione pomeridiana del Congresso, invitando i partecipanti a presentarsi il giorno successivo, se non con una votazione unanime, con la netta maggioranza.

### Seduta conclusiva del 29 gennaio
Cianca aprì il secondo giorno del Congresso, annunciando che la proposta di Arangio-Ruiz era stata approvata all'unanimità da Congressisti. 
Successivamente, lesse il secondo ordine del giorno in cui il Congresso
- dichiarava la necessità di pervenire alla formazione di un governo con i pieni poteri del momento di eccezione e (con la partecipazione di tutti i partiti presenti al Congresso) che avesse i compiti di intensificare al massimo lo sforzo bellico, di avviare al più presto soluzioni per sopperire ai bisogni del popolo italiano;
- deliberava la costituzione di una Giunta Esecutiva permanente, alla quale fossero chiamati i rappresentanti designati dai partiti componenti i Comitati di Liberazione, in accordo con il Comitato Centrale.[8]

Prima di passare alla votazione per il suddetto ordine del giorno, fu data la parola a Zaniboni, che lesse una lettera, rivolta a tutti i rappresentanti dei Comitati di Liberazione Nazionale riuniti al Congresso di Bari, scritta dai lavoratori di Napoli. Questi ultimi dimostrarono grande appoggio, ringraziando il Congresso per aver dato loro ascolto.

Al termine della lettura, il Presidente Cianca annunciò che la votazione per questo ordine del giorno era stata unanime. 

Il discorso di chiusura del Congresso fu affidato al Conte Sforza che ringraziava i presenti per la partecipazione e invitava loro a essere uniti, ad avere fiducia che l'Italia, una volta libera, avrebbe potuto dare un grande contributo al mondo intero. Sforza concluse il suo discorso sottolineando che non era per lamento che si era riunito il Congresso, ma per impedire che i fatti storici dei precedenti anni si ripetessero.

Al termine del discorso di Sforza, vennero letti i nomi di coloro che avrebbero preso parte alla Giunta Esecutiva. 

E con i saluti e i ringraziamenti al Presidente dell'Assemblea Cianca, terminava il Congresso di Bari. 
L'idea iniziale dei congressisti non era quella della semplice discussione dei punti dell'ordine del giorno, ma di un'immediata applicazione di questi. L'unica decisione, presa e messa in atto, fu quella inerente alla costituzione della Giunta Esecutiva e l'annessa scelta dei suoi componenti. 
Anche se le scelte discusse non furono direttamente applicate, la risonanza del Congresso fu tale che fu definito da Radio Londra il più importante avvenimento della politica italiana, dopo la caduta di Mussolini.

## Dopo il Congresso
Nel maggio del 1944, nacque a Bari "Il Nuovo Risorgimento", un giornale storico-politico, ideato da Vittorio Fiore, figlio di Tommaso Fiore (congressista). Fiore ideò il giornale spinto dalla necessità di creare un'educazione politica anche al sud, approfittando del fermento culturale del 1944, che fu inizializzato dal Congresso di Bari. Pur tenendo in considerazione i problemi che si poneva nella realtà meridionale, il giornale tendeva a spostare l'attenzione sulle possibilità e ipotesi nuove che le forze dell'antifascismo democratico cercavano di sondare dopo la liberazione di Roma. Lo scopo del giornale era quello di ricreare una nuova forma politica, necessaria nel meridione che scontava la difficoltà di creare momenti nuovi di unione delle forze antifasciste, a cui, secondo il movimento liberal-socialista, non diede risposta il Congresso di Bari.